# Stenotarsus circumdatus
Stenotarsus circumdatus là một loài bọ cánh cứng trong họ Endomychidae. Loài này được Gerstaecker miêu tả khoa học năm 1858.